# فلومازينيل
فلومازينيل (المعروف أيضًا باسم فلومازيبيل، الاسم الرمزي Ro 15-1788) هو مضاد انتقائي لمستقبلات غابا-أ يُعطَى عن طريق الحقن أو الإدخال الأذني أو داخل الأنف. علاجيًا، يعمل كمضاد وكترياق للبنزوديازيبينات (خاصة في حالات الجرعة المفرطة)، من خلال التثبيط التنافسي.
حُدِّدت مواصفاته لأول مرة عام 1981، وسُوِّق له لأول مرة عام 1987 بواسطة شركة هوفمان-لا روش تحت الاسم التجاري أنيكزيت. على أي حال، لم يحصل على موافقة إدارة الغذاء والدواء الأمريكية حتى 20 ديسمبر 1991. فقد المُطوِّر حقوق براءة الاختراع الحصرية عام 2008؛ لذا تتوفر في الوقت الحاضر تركيبات عامة لهذا الدواء. يُستخدَم فلومازينيل الوريدي بشكل أساسي لعلاج الجرعات المفرطة من البنزوديازيبين وللمساعدة في عكس التخدير. جرى أيضًا اختبار إعطاء فلومازينيل بواسطة معينات تحت اللسان وكريم موضعي.

## الاستخدامات الطبية
يفيد فلومازينيل المرضى الذين يعانون من النعاس المفرط بعد استخدام البنزوديازيبينات إما في الإجراءات التشخيصية أو العلاجية.
استخدِم الدواء كترياق في علاج الجرعات المفرطة من البنزوديازيبين. إنه يعكس تأثيرات البنزوديازيبينات عن طريق التثبيط التنافسي في موقع التعرف على البنزوديازيبين الموجود في معقد مستقبل بنزوديازينين/ غابا-أ.  هناك العديد من المضاعفات التي يجب أخذها في عين الاعتبار عند استخدامه في الرعاية الوجيزة للحالات الحادة. وتشمل هذه المضاعفات: انخفاض عتبة النوبات، والهيوجية، والقلق. يتطلب نصف العمر القصير للفلومازينيل إعطاء جرعات متعددة. بسبب المخاطر المحتملة لأعراض الانسحاب ونصف عمر الدواء القصير، يجب مراقبة المرضى بعناية لمنع نكس أعراض الجرعة المفرطة أو الآثار الجانبية الضارة.
يستخدم فلومازينيل أيضًا في بعض الأحيان بعد الجراحة لعكس التأثيرات المهدئة للبنزوديازيبينات. هذا مشابه لتطبيق النالوكسون من أجل عكس تأثير المواد الأفيونية ومشابهات الأفيونيات التالية للجراحة. يتطلب إعطاء الدواء مراقبة حذرة من قبل طبيب التخدير بسبب التأثيرات الجانبية المحتملة والمخاطر الجسيمة المرتبطة بالإعطاء المفرط. وبالمثل، تكون المراقبة بعد الجراحة ضرورية أيضًا لأن فلومازينيل يمكن أن يخفي الاستقلاب الظاهري ("التلاشي") للدواء بعد إزالة معدات المراقبة ودعم الحياة عن المريض.
استخدِم فلومازينيل بشكل فعال لعلاج الجرعات المفرطة من المنومات غير البنزوديازيبينية، مثل الزولبيديم، والزاليبلون، والزوبيكلون (المعروفة أيضًا باسم «الأدوية Z»).
قد يكون فعالًا أيضًا في تقليل النعاس المفرط أثناء النهار مع تحسين التيقّظ في اضطراب فرط النوم الأولي، مثل فرط النوم مجهول السبب.
استخدِم الدواء أيضًا في اعتلال الدماغ الكبدي. قد يكون له تأثيرات مفيدة قصيرة المدى لدى الأشخاص المصابين بتليف الكبد، ولكن لا يوجد دليل على فوائده على المدى الطويل.
يكون بدء التأثير سريعًا، وعادة ما تظهر التأثيرات خلال دقيقة إلى دقيقتين. يظهر تأثير الذروة بعد ست إلى عشر دقائق. الجرعة المُوصَى بها للبالغين هي 200 ميكروغرام كل 1 - 2 دقيقة حتى يظهر التأثير، والحد الأقصى 3 ميليغرام في الساعة. يتوفر كمحلول صافي عديم اللون للحقن الوريدي، يحتوي على 500 ميكروغرام في 5 مل.
للعديد من البنزوديازيبينات (بما في ذلك الميدازولام) عمر نصف أطول من فلومازينيل. لذلك، في حالات الجرعة المفرطة، قد تكون هناك حاجة لإعطاء جرعات متكررة من فلومازينيل من أجل منع نكس الأعراض بمجرد تلاشي الجرعة الأولية من فلومازينيل.
يُستقلَب عن طريق الكبد إلى مركبات خاملة تُفرَز في البول. قد يعاني الأشخاص الذين يعتمدون جسديًا على البنزوديازيبينات من أعراض انسحاب البنزوديازيبين، بما في ذلك النوبات، عند الإعطاء السريع للفلومازينيل.
لا ينصح باستخدامه بشكل روتيني لدى الذين يعانون من انخفاض مستوى الوعي.
فيما يتعلق بمبادرات إنفاذ قوانين الأدوية، وبرامج التحكم بالتحويل، والمراقبة المطلوبة للأحداث الضارة بعد التسويق، قد يؤدي الطلب على فلومازينيل إلى مراجعة الوصفات الطبية للبحث عن إساءة استخدام البنزوديازيبين وعن التفاعلات العكسية المهمة سريريًا المتعلقة باستخدامه.